# Кристен Джонстън
Кристен Джонстън (на английски: Kristen Johnston, роденс 20 септември 1967) е американска театрална, филмова и телевизионна актриса.

## Кариера
Известна е с ролята си на Сали Соломон в телевизионните серии На гости на третата планета, за която има две Награди Еми. Участва и в ролята на Уилма Флинтстоун във Флинтстоун 2: Да живее Рок Вегас. Участва като Холи Брукс в ситкома Бившите.
Има гост роля в шести сезон на Сексът и градът като Лекси Федърстоун, през 2005 г. участва и в 5 епизода от Спешно отделение.
От 2009 г. преподава актьорско майсторство в Нюйоркския университет.

## Избрана филмография
- Остин Пауърс: Шпионинът любовник (1999) като Ивана Платинова